# The Loud Mouth
The Loud Mouth ist ein US-amerikanischer Kurzfilm aus dem Jahr 1932.

## Handlung
In einem Lebensmittelladen spricht ein Mann laut zu seinem Freund Jim über eine dicke Frau, die Fleisch kauft. Ein Streit entsteht mit den anderen Kunden, der Mann wird aus dem Laden geworfen.
Der Mann arbeitet bei der Freiwilligen Feuerwehr. Ihm wird von einem Kollegen eine Geschichte über einen weiteren verheirateten Kollegen erzählt, der eine Affäre mit einem 14-jährigen Mädchen hat. Der Mann schwört, niemandem etwas darüber weiterzuerzählen. Dennoch gibt er die Geschichte an jeden Kollegen weiter, den er trifft. Der Kollege mit der Affäre findet heraus, wer über ihn redet und stellt den Mann zu einem Kampf. Noch vor dem Kampf verrät der Mann seinen Kollegen, von dem er die Geschichte gehört hat. Beide werden verprügelt.
Beim sonntäglichen Gottesdienst sieht der Mann in der Kirche einen Messdiener, der das Becken mit dem Weihwasser umstößt und bezeichnet ihn als Tölpel. Der Mann wird aus der Kirche gewiesen.

## Auszeichnungen
1932 wurde der Film in der Kategorie Bester Kurzfilm (Comedy) für den Oscar nominiert.

## Hintergrund
Der Film hatte seine Premiere am 17. Juni 1932.